# Saint-Lamvinus
Saint-Lamvinus is een Belgisch bier van spontane gisting.
Het bier wordt sinds 1993 gebrouwen in Brouwerij Cantillon te Anderlecht.
Het is een rood fruitbier op basis van lambiek met een alcoholpercentage van 6%. De bordeauxdruiven (Merlot) weken maandenlang op de lambiek. Sinds 1999 wordt de lambiek enkel met ingrediënten van biologische teelt gebrouwen.